# Haseri Asli
Haseri Asli, född 9 mars 1974, är en friidrottare från Brunei. Han deltog vid olympiska sommarspelen 2000.